# Gocheok Sky Dome
De Gocheok Sky Dome is een overdekt honkbalstadion in Gocheok-dong, Seoul, Zuid-Korea. Het is het thuisstadion van KBO -club Kiwoom Heroes. Het stadion wordt voornamelijk gebruikt voor honkbal en heeft een capaciteit van 16.744 toeschouwers voor honkbalwedstrijden. Voorheen was er op dezelfde locatie het Dongdaemun Baseball Stadium. Het nieuwe stadion werd op 15 september 2015 geopend. Het dient ook als concertlocatie, met een capaciteit van ongeveer 25.000 toeschouwers.  

## Geschiedenis
In 2017 werd in Gocheok Dome de eerste ronde van de World Baseball Classic 2017 gehouden, met als gastlanden Zuid-Korea, Taiwan, Nederland en Israël. 
Op 19 november 2023 werd op deze locatie de finale van het League of Legends World Championship 2023 gehouden. 